# Steckborn
Steckborn, in der ostschweizerischen Ortsmundart Steckbore [ˈʃtɛkχˌbɔrə], ist eine Ortschaft sowie eine politische Gemeinde im Schweizer Kanton Thurgau. Sie gehört zum Bezirk Frauenfeld.
Die Ortsgemeinden Steckborn, Gündelhart-Hörhausen und Salen-Reutenen bildeten bis 1998 die Munizipalgemeinde Steckborn im Bezirk Steckborn, die Ortsgemeinde Mammern gehörte bis 1992 dazu.
1993 wurde die Ortsgemeinde Steckborn in die Politische Gemeinde Steckborn umgewandelt. Gestützt auf das am 26. Januar 1313 an Steckborn von Kaiser Heinrich VII. verliehene Stadt‐ und Marktrecht nennt sie sich Stadt Steckborn.

## Geographie
Steckborn liegt am Südufer des Untersees, am Hang des Seerückens und auf den Deltas von zwei Tobelbächen. Auf der anderen Seite des hier etwa 1 Kilometer breiten Untersees liegt die deutsche Gemeinde Gaienhofen. Die Gemeinde umfasst die Altstadt, das Areal des ehemaligen Klosters Feldbach, die Siedlungen Weier, Riet und Wolfskehlen, das ehemalige Schloss Glarisegg sowie die in jüngerer Zeit am Hang des Seerückens entstandenen Wohnquartiere.

## Geschichte

### Ur- und Frühgeschichte
Durch Sedimentablagerungen sind am Nordabhang des Seerückens flache Bachdeltas entstanden. Steckborn liegt auf solchen Flächen und wurde in der Jungsteinzeit (ab 4300 bis 2200 Jahre v. Chr.) erstmals nachweislich besiedelt. Es entstanden Pfahlbausiedlungen, in der Schanz und in der Turgibucht westlich bzw. östlich des Städtchens, von denen Funde wie Keramikgefässe, Steinbeilklingen und Feuersteingeräte im örtlichen Museum (Turmhof) zu besichtigen sind.
Von den vermutlich mindestens drei Ufersiedlungen wurden Turgi und Schanz im 19. Jahrhundert entdeckt und 1881–1882, 1982–1883 sowie ab 2002 untersucht. Während in der Schanz vorwiegend Befunde aus der Pfyner Kultur mit Dendrodaten von 3766 bis 3576 v. Chr. bekannt wurden, weisen die Daten in der Turgibucht in die Zeit von 3838 bis 2694 v. Chr., also in die Pfyner, Horgener und Schnurkeramik-Kultur. Beide Pfahlfelder sind stark von Erosion betroffen und lieferten ausserordentlich viele und wichtige Einzelfunde aus allen drei genannten Epochen.
Auch die Römerzeit (15 v. Chr. bis 400 n. Chr.) hat am Untersee Spuren hinterlassen. Einige Funde aus dem weiter seeabwärts gelegenen  Tasgetium (heute Eschenz) sind im Turmhof ausgestellt; darunter ein einmaliger Steckkalender. Nach den Römern folgten die Alemannen als Einwanderer und vermischten sich mit der gallorömischen Bevölkerung. Man vermutet auch, dass möglicherweise der Ortsname damals entstanden sein könnte.
Bekannt sind die beiden Friedhöfe aus dem Frühmittelalter im Chilestigli und beim Obertor, auch hier wurden reiche Grabinventare des 7. Jahrhunderts geborgen. Von besonderer Bedeutung ist auch der kurz vor 800 östlich von Steckborn versteckte und 1830 aufgefundene Hort von ungefähr 40 Münzen, der bis auf einen Denar Karls des Grossen ausschliesslich arabische Dirhems aus Nordafrika enthielt.

### Name
Erstmals urkundlich erwähnt findet sich Steckborn 1209 (jüngere Kopie) in der Phrase «Wernherus plebanus de Stekboren», dann erneut 1213: «dominus wernherus plebanus de stecchiboron». Das Grundwort ist althochdeutsch būr für «Haus, Gebäude, Kammer» (es steht also nicht für «Quelle, Brunnen» wie bei den Ortsnamen auf -born, die im deutschen Sprachraum erst nördlich ab Rheinland-Pfalz und Hessen vorkommen). Das Bestimmungswort kann entweder auf den männlichen Personennamen Stëccho, Staccho oder aber auf das Gattungswort stëccho für «Stecken, Pfahl» zurückgehen. Der Ortsname bedeutet damit entweder «bei den Häusern des Stëccho bzw. Staccho» oder aber «bei den durch Schutzpfähle abgesicherten» oder «von Pfählen umgebenen» oder «bei den Grenzpfählen liegenden Häusern».

### Mittelalter

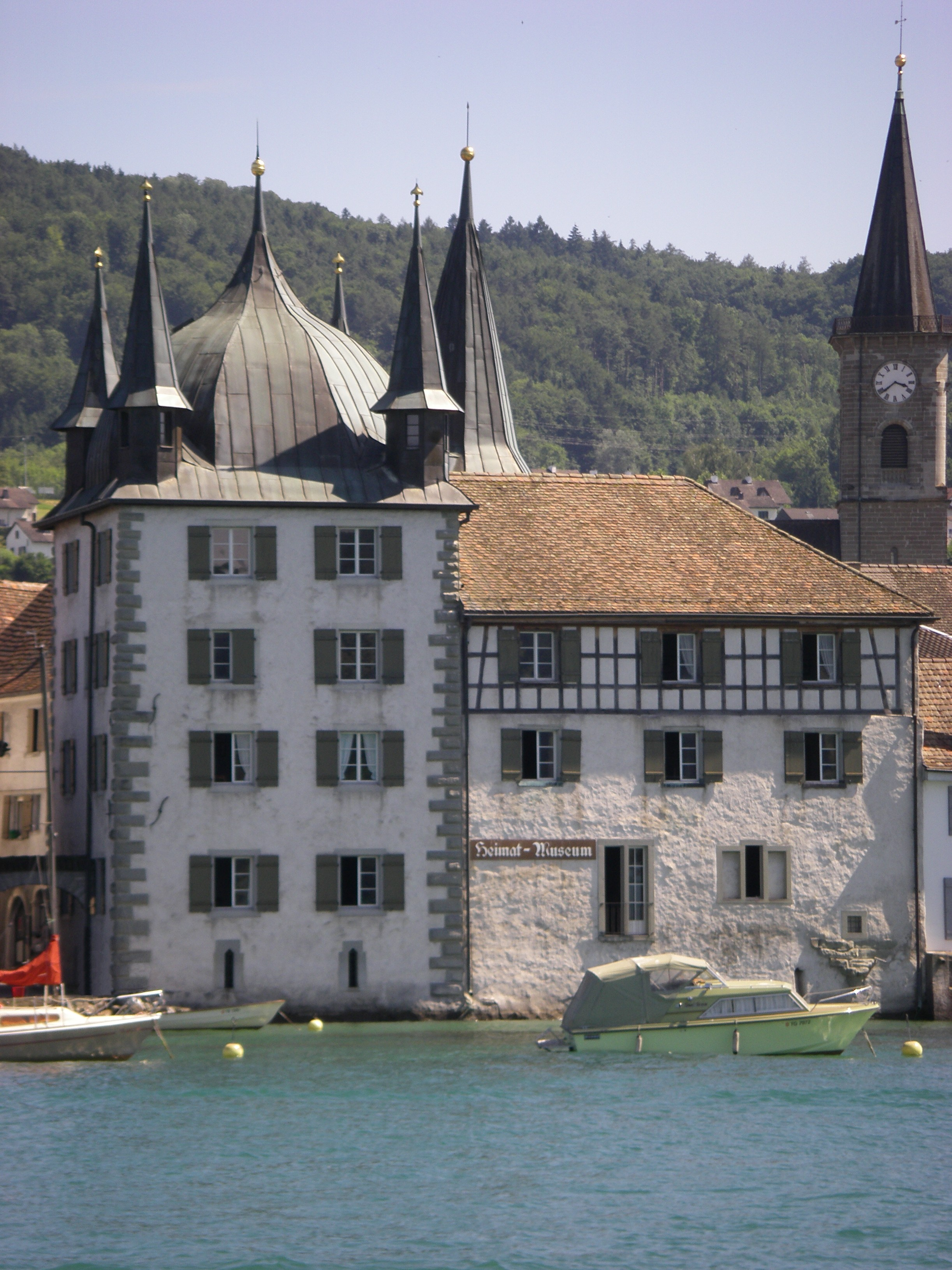
Um 1128 wurde der Turmhof, das Wahrzeichen Steckborns erbaut. Er diente dem damaligen Abt des Klosters Reichenau, Diethelm von Kastell, als Sitz am Südufer des Untersees.

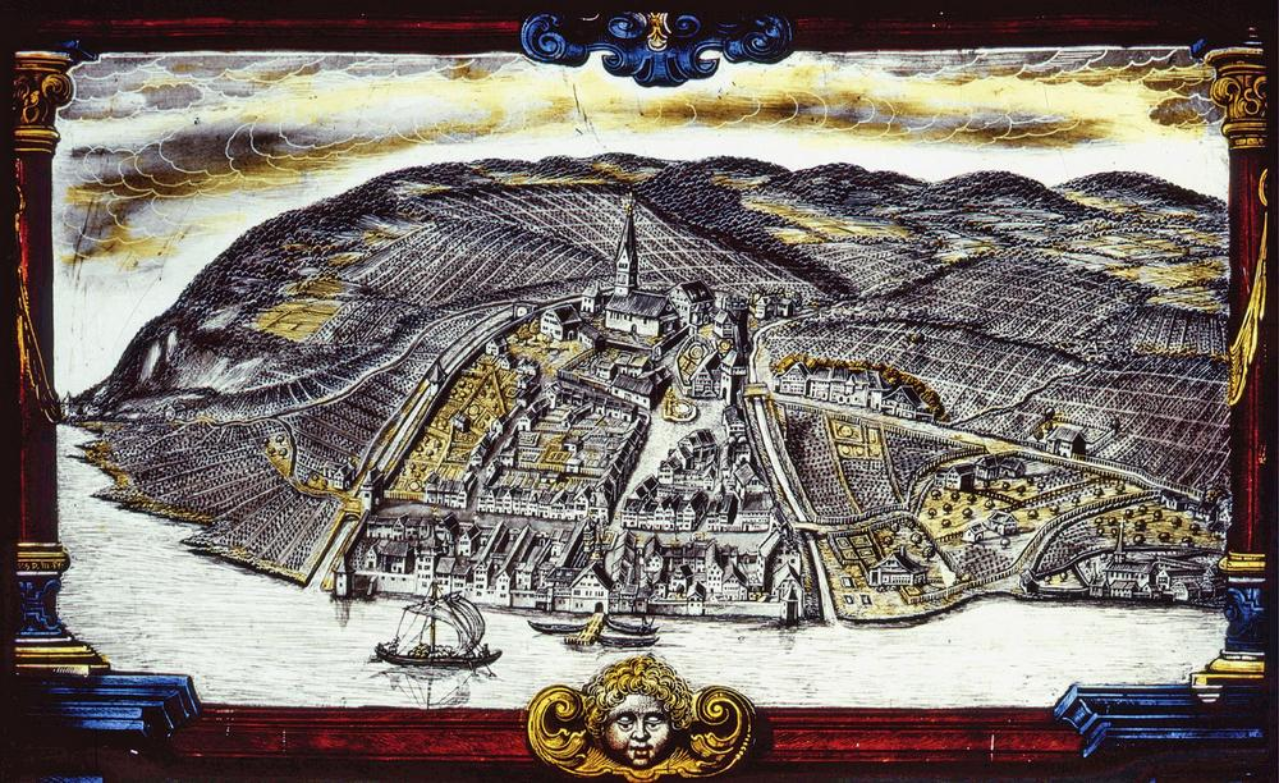
Ansicht des Städtchens (Mitte) und des Zisterzienserinnenklosters Feldbach (rechts) aus der Vogelschau von Norden. Oberteil der Stadtscheibe von 1667
Die Stadt mit dreieckigem Grundriss wurde auf dem Schuttfächer des Langenergetenbachs erbaut. Dem Untersee zugewandt liegen der befestigte Turmhof (links) und das Rathaus (Mitte) mit dem Schiffssteg. Vom Rathausplatz führt die Kirchgasse am Obertorplatz mit dem grossen Brunnen vorbei zur Stadtkirche St. Jakob (an der Spitze des Dreiecks).

Um 850 bestand bereits eine Kirche. Zu dieser Zeit soll ein gewisser Selbo seine Güter in Steckborn dem Kloster Reichenau geschenkt haben. Das Kloster besass schon frühe Kirchenrechte und Grundbesitz. Zur Verwaltung dieser Güter richtete es einen Kehlhof ein, der bei der Kirche lag. Im 13. Jahrhundert hatten die reichenauischen Ministerialen von Steckborn die Vogtei Steckborn inne. 1271 machte das Kloster Reichenau Steckborn zum Zentrum seiner Besitzungen im Thurgau. Ein klösterlicher Ammann übte das Niedergericht aus.
1290 ist erstmals von einer Stadt die Rede, der bereits bestehende Markt wurde 1313 von König Heinrich VII. bestätigt. Das auf einem Bachdelta angelegte Siedlungsdreieck wurde im frühen 14. Jahrhundert mit Mauern und Türmen befestigt. Im 14. und 15. Jahrhundert erhielt Steckborn mit Kleinem und Grossem Rat, eigenem Gericht (jeweils unter dem Vorsitz des äbtischen Ammanns) sowie diversen Privilegien zunehmend städtischen Charakter, obwohl es weiterhin als Flecken galt. Die Bürgerschaft versuchte, sich von der Abtei zu emanzipieren. 1385 schloss sie mit der Stadt Konstanz einen Burgrechtsvertrag ab, ab 1431 wählte sie einen Bürgermeister. Die Abtei verfügte jedoch mit dem Turmhof noch bis zu dessen Verkauf 1458 über einen eigenen Rechtsbezirk innerhalb der Stadtmauern. 1490 besass sie neben dem Kehlhof drei Mühlen, zehn Häuser, 72 Grundstücke, das Kirchengut und das Fährlehen über den See. So bewahrte Reichenau seinen Einfluss in Steckborn bis zur Reformation. Nach der Inkorporation der Abtei in das Hochstift Konstanz 1540 gehörte das Niedergericht Steckborn inklusive Feldbach und Glarisegg als sogenannte neustiftische Herrschaft bis 1798 dem Bischof von Konstanz, während die im Thurgau ab 1460 regierenden Eidgenossen die Hochgerichtsbarkeit innehatten.
Die mittelalterliche Pfarrei Steckborn umfasste auch Salen-Reutenen und um 1524 Berlingen, das 1253/54 gegründete Zisterzienserinnenkloster Feldbach war kirchlich unabhängig. Die im 12./13. Jahrhundert erweiterte St. Jakobskirche wurde 1344 der Abtei Reichenau inkorporiert.

### Frühe Neuzeit

Paritätische Kirche und Städtchen in einer Aufnahme von Walter Mittelholzer aus dem Jahr 1919

Im Zuge der Reformation trat Steckborn 1515 geschlossen zum neuen Glauben über, doch setzte die Abtei Reichenau 1534 die Wiedereinführung des katholischen Gottesdienstes in der fortan paritätischen Stadtkirche durch. 1540 übernahm der Bischof von Konstanz neben der Gerichtsherrschaft auch die Kollatur für beide Konfessionen. Religiöse Konflikte zwischen der reformierten Mehrheit und der katholischen Minderheit waren häufig. 1766 wurde am Platz von Vorgängerbauten die Stadtkirche vom bekannten Baumeister Franz Anton Bagnato als paritätische Kirche neu erstellt.
1649 bildete Steckborn eine eigene militärische Hauptmannschaft. 1658 wurde ein Zeughaus und 1667 ein neues Rathaus gebaut. Im 17. und 18. Jahrhundert fanden das lokale Zinn- und Kannengiesserhandwerk sowie die Steckborner Hafnerei und Ofenmalerei weitherum Beachtung. 1711 wurde die Allmend aufgeteilt. 1756 erwarb die Stadt Mühlen, Wasserrechte und sämtliche Ehaften. Mit 600 Jucharten Wald war die wohlhabende Gemeinde Ende des 18. Jahrhunderts eine der grössten Forstbesitzerinnen im Thurgau.

### 1798 bis heute

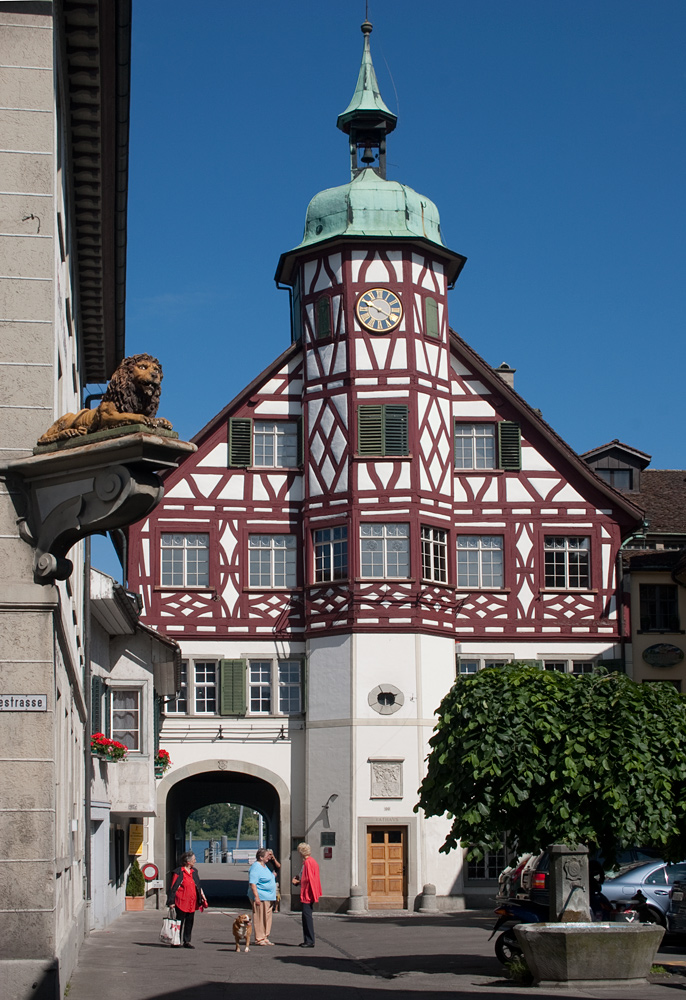
Rathaus. Hier tagte das Bezirksgericht von 1798 bis 2010

Steckborn; Luftaufnahme von Werner Friedli, 1950

Mit der Gründung des Kantons Thurgau wurde Steckborn Munizipalgemeinde als Zentrum am Untersee zum Bezirkshauptort. 1812 kamen das Kloster Feldbach und das Schloss Glarisegg zur Ortsgemeinde Steckborn hinzu. Der Ausbau der Seestrasse 1823 und der Strasse nach Frauenfeld 1841–1847, der Dampfschifffahrtsbetrieb auf dem Untersee ab 1825 sowie der 1874 fertiggestellte Anschluss an die Seelinie verbesserten die Verkehrsverbindungen. Im Turmhof wurde 1836 eine Armenanstalt eingerichtet, seit 1937 beherbergt er das Heimatmuseum.
Die heute evangelische Stadtkirche erhielt 1833 bis 1835 einen Turm. 1848 wurde mit den anderen thurgauischen Klöstern das Zisterzienserinnenkloster Feldbach aufgehoben. Seit 1962, als die Katholiken eine eigene Kirche bauten, wird die Kirche ausschliesslich von der Evangelischen Kirchgemeinde Steckborn genutzt.
In den Jahren 1962–1963 wurde die Kirche St. Jakobus gebaut. Der 42 Meter hohe Turm wurde 1993 auf der Südseite mit Solarzellen verkleidet, sodass dieser als Solarturm zu einem neuen Wahrzeichen von Steckborn geworden ist.
Steckborn blieb bis 2010 Bezirkshauptort. Nach der neuen Bezirksaufteilung des Kantons Thurgau ist es nunmehr eine politische Gemeinde im Bezirk Frauenfeld. Der Gerichtsstand wurde ebenso nach Frauenfeld verlegt.

## Wappen
Blasonierung: In Blau ein gelber Ring mit zwei gekreuzten gelben Stecken.
Das heutige Wappen Steckborns ist ein altes, redendes Wappen.
Es vereinigt wahrscheinlich ein älteres Stadtwappen (Ring) mit einer Variante des Familienwappens Labhart (Stäbe).
Das ältere Stadtwappen in Form eines goldenen Rings kommt im Glasgemälde von 1543 im Rathaus Stein am Rhein vor; später erscheint es nur noch auf der Feldbacher Glocke von etwa 1683–1687. Der Ring ist vielleicht dem Wappen der Landenberg oder der Knöringer entnommen und könnte mit dem Übergang der Stadtherrschaft von der Reichenau an das Hochstift Konstanz im Jahre 1540 zusammenhängen. Verwandte Formen haben die Gemeindewappen des Nachbarortes Berlingen sowie von Allensbach.

## Bevölkerung
| Hier fehlt eine Grafik, die leider im Moment aus technischen Gründen nicht angezeigt werden kann. Wir arbeiten daran! |

|                     | 1850 | 1900 | 1950 | 1990 | 2000 | 2010 | 2019 |
| ------------------- | ---- | ---- | ---- | ---- | ---- | ---- | ---- |
| Politische Gemeinde |      |      |      |      | 3320 | 3497 | 3736 |
| Munizipalgemeinde   | 2292 | 2541 | 3798 | 4466 |      |      |      |
| Ortsgemeinde        | 1509 | 1733 | 2846 | 3381 |      |      |      |

Von den insgesamt 3736 Einwohnern der Gemeinde Steckborn im Jahr 2019 waren 1003 bzw. 26,89 % ausländische Staatsbürger. 1182 (31,64 %) waren evangelisch-reformiert und 1093 (29,26 %) römisch-katholisch.

## Verkehr

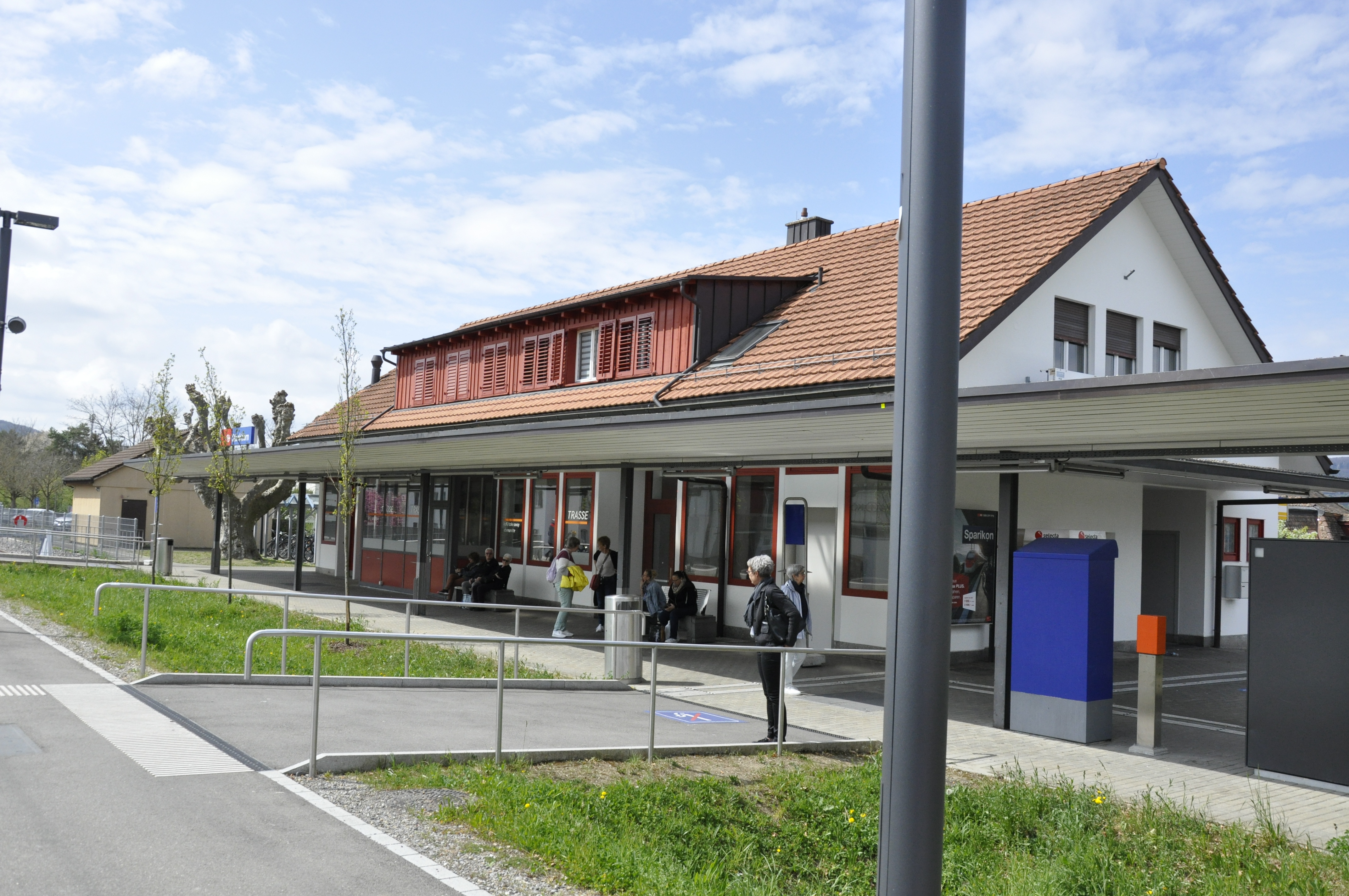
Bahnhof Steckborn

Steckborn wird von der Hauptstrasse Schaffhausen–Kreuzlingen erschlossen und ist per Zug und Bus an den öffentlichen Verkehr angebunden. Es gibt einen Bahnhof, an dem pro Richtung jede halbe Stunde ein Zug der Seelinie Schaffhausen–Kreuzlingen–St. Gallen hält. Eine Postautoverbindung führt nach Frauenfeld. Touristisch ist die Verbindung der Schweizerischen Schifffahrtsgesellschaft Untersee und Rhein nach Stein am Rhein–Schaffhausen und nach Konstanz–Kreuzlingen von Bedeutung.

## Wirtschaft

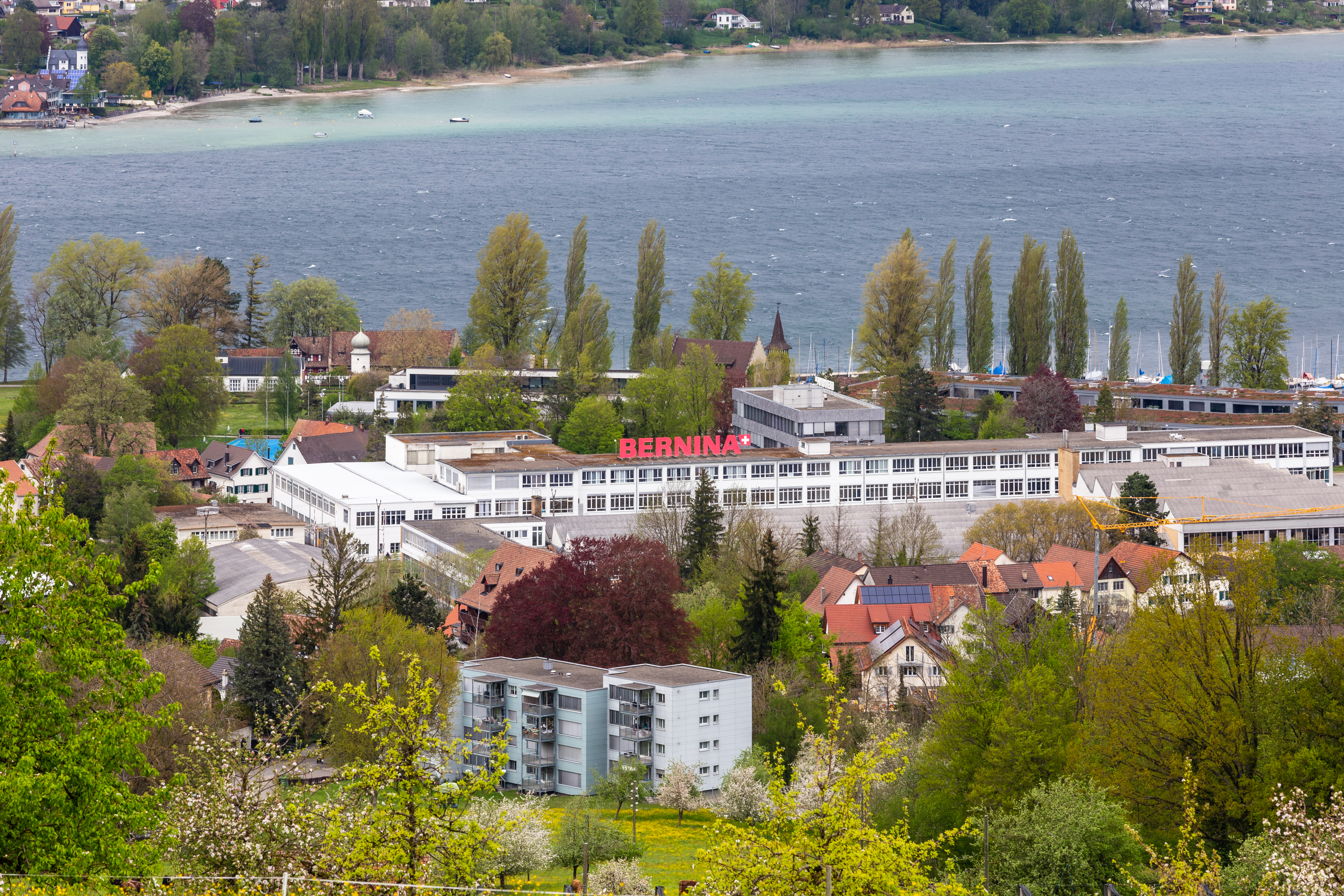
Bernina-Nähmaschinenfabrik

Borvisk Kunstseide AG 1948

Im Jahr 2016 bot Steckborn 1066 Personen Arbeit (umgerechnet auf Vollzeitstellen). Davon waren 2,1 % in der Land- und Forstwirtschaft, 39,5 % in Industrie, Gewerbe und Bau sowie 58,5 % im Dienstleistungssektor tätig.
Die ehemaligen Klosterräume auf dem Feldbachareal konnten ab Mitte des 19. Jahrhunderts durch Gewerbebetriebe und neu entstehende Industrien genutzt werden. Der Erfinder und Firmengründer Karl Friedrich Gegauf (1860–1926) begann hier mit der Produktion der ersten Hohlsaum-Nähmaschine der Welt. Daraus ist die heutige Weltfirma Bernina Nähmaschinenfabrik entstanden, die 1995 800, 2010 noch 350 Personen beschäftigte.
Später kaufte der Fabrikant Samuel Bächtold die Landflächen und stellte in seinem Betrieb vor allem Petrolmotoren und andere Maschinen her. Im Jahre 1923 wurde im ehemaligen Klosterareal die Borvisk Kunstseidefabrik eingerichtet, die 1929 über 1100 Arbeitsplätze bot. Dieser Betrieb der Textilchemie war bis 1974 ein wichtiger Arbeitgeber in der Region. Nach 1970 erfolgten Arbeitsplatz- und Bevölkerungsverluste, die die Gemeinde am See mit Tourismusförderung wettzumachen suchte. 2005 stellte der Dienstleistungssektor weit über die Hälfte der Arbeitsplätze.
Heute dient das Feldbachareal als Freizeiteinrichtung, als Standort eines Schulhauses, eines Seminarhotels und des Phönix-Theaters (Theater im Pumpenhaus). Nutzungen für Gewerbe, Handel, Dienstleistungen und Wohnen bestehen ebenfalls.

## Sehenswürdigkeiten
Das kleine Städtchen wurde befestigt. Teile der Stadtmauer sind heute noch erhalten. Das geschlossene Ortsbild wurde vorwiegend aufgrund einer geplanten Überbauung erreicht.
Einige wichtige alte Bauten stehen unter Bundesschutz, das Städtchen Steckborn und das Schloss Glarisegg sind im Inventar der schützenswerten Ortsbilder der Schweiz aufgeführt.
- Turmhof
- Rathaus
- Schloss Glarisegg
- Evangelische Kirche
- Katholische Kirche St. Jakobus, mit Solarturm

## Bilder

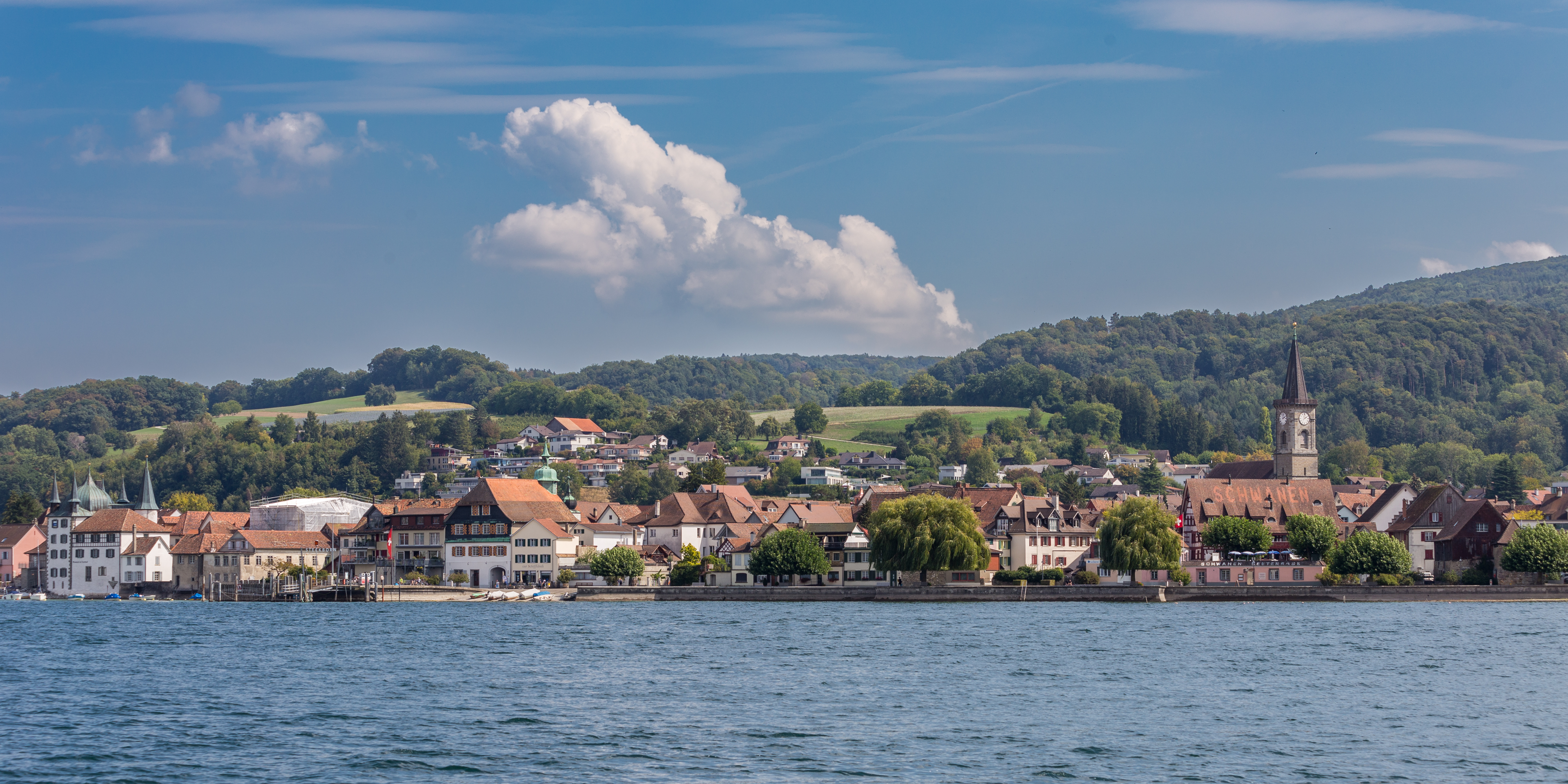
«Skyline» von Steckborn am Untersee
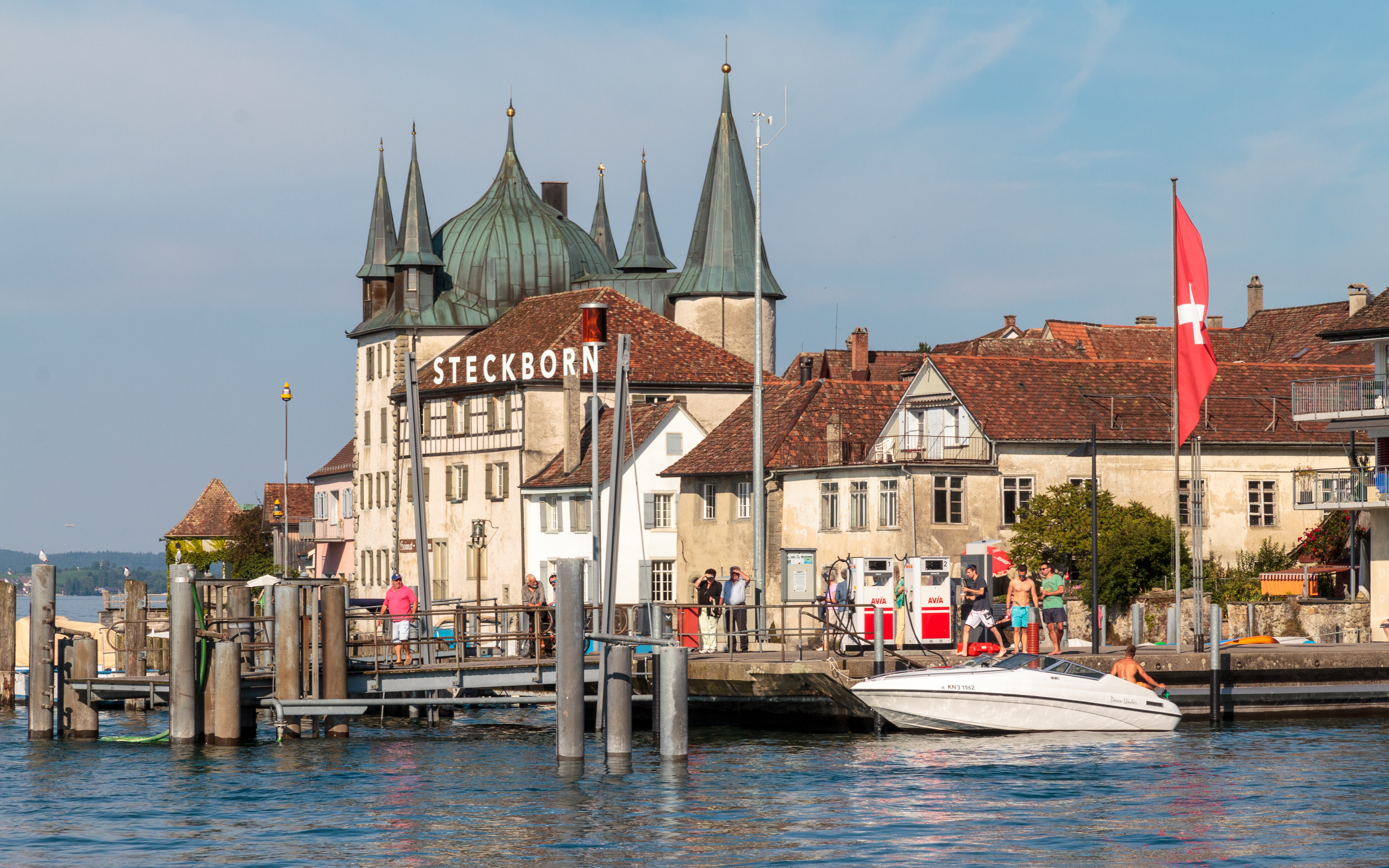
Schifflände mit Turmhof
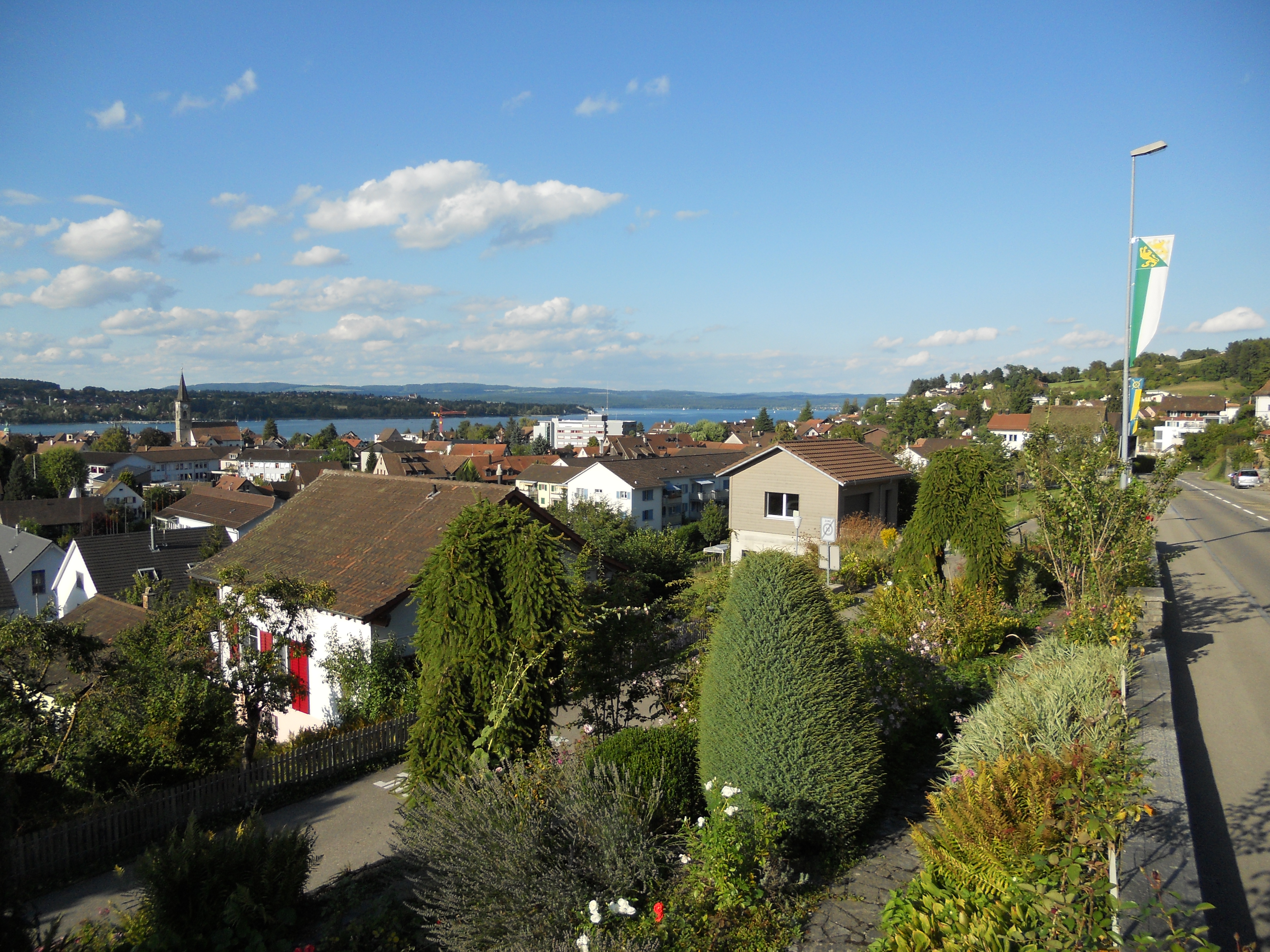
Aussicht auf Städtchen und See
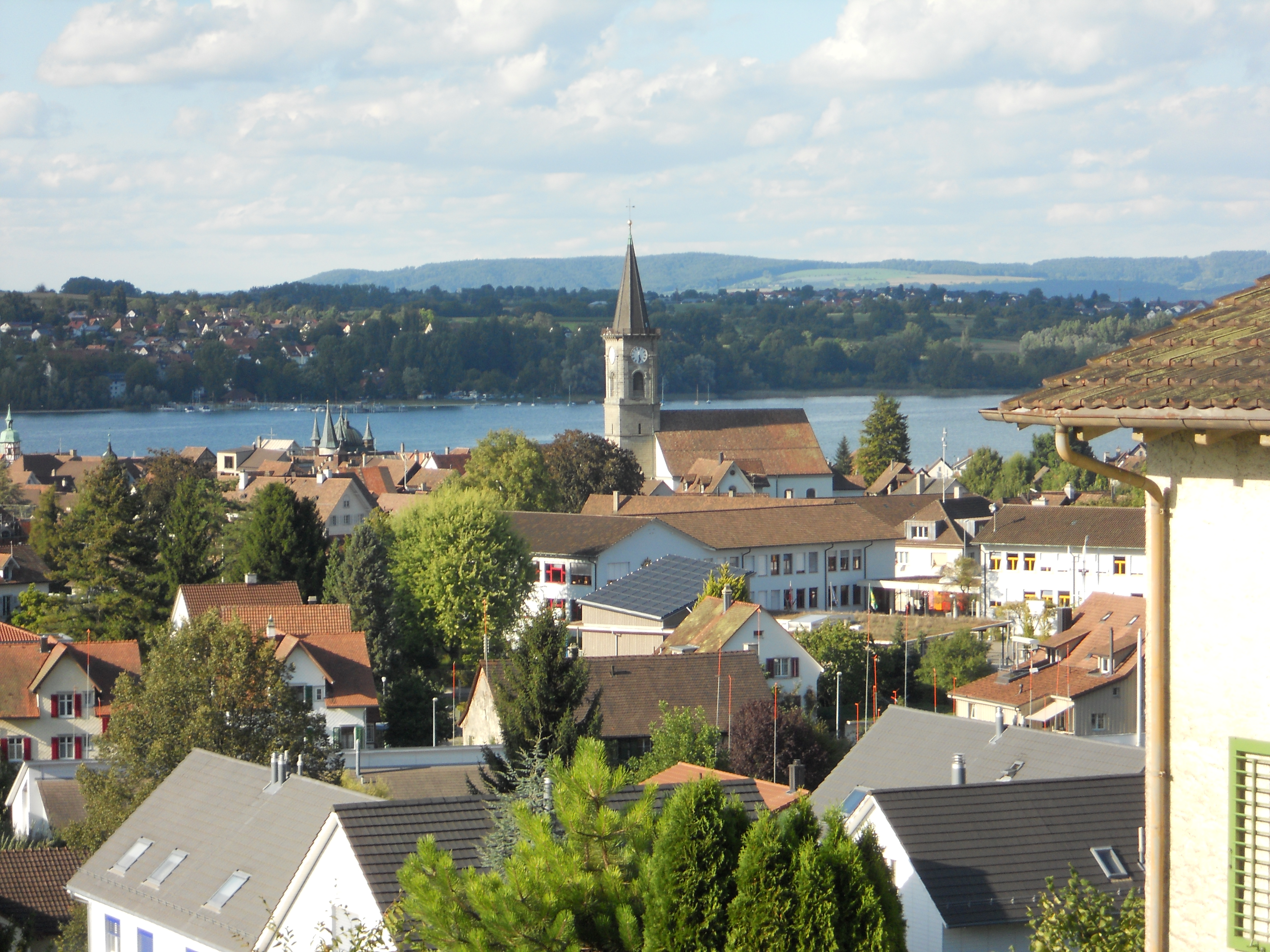
Aussicht mit evangelischer Kirche
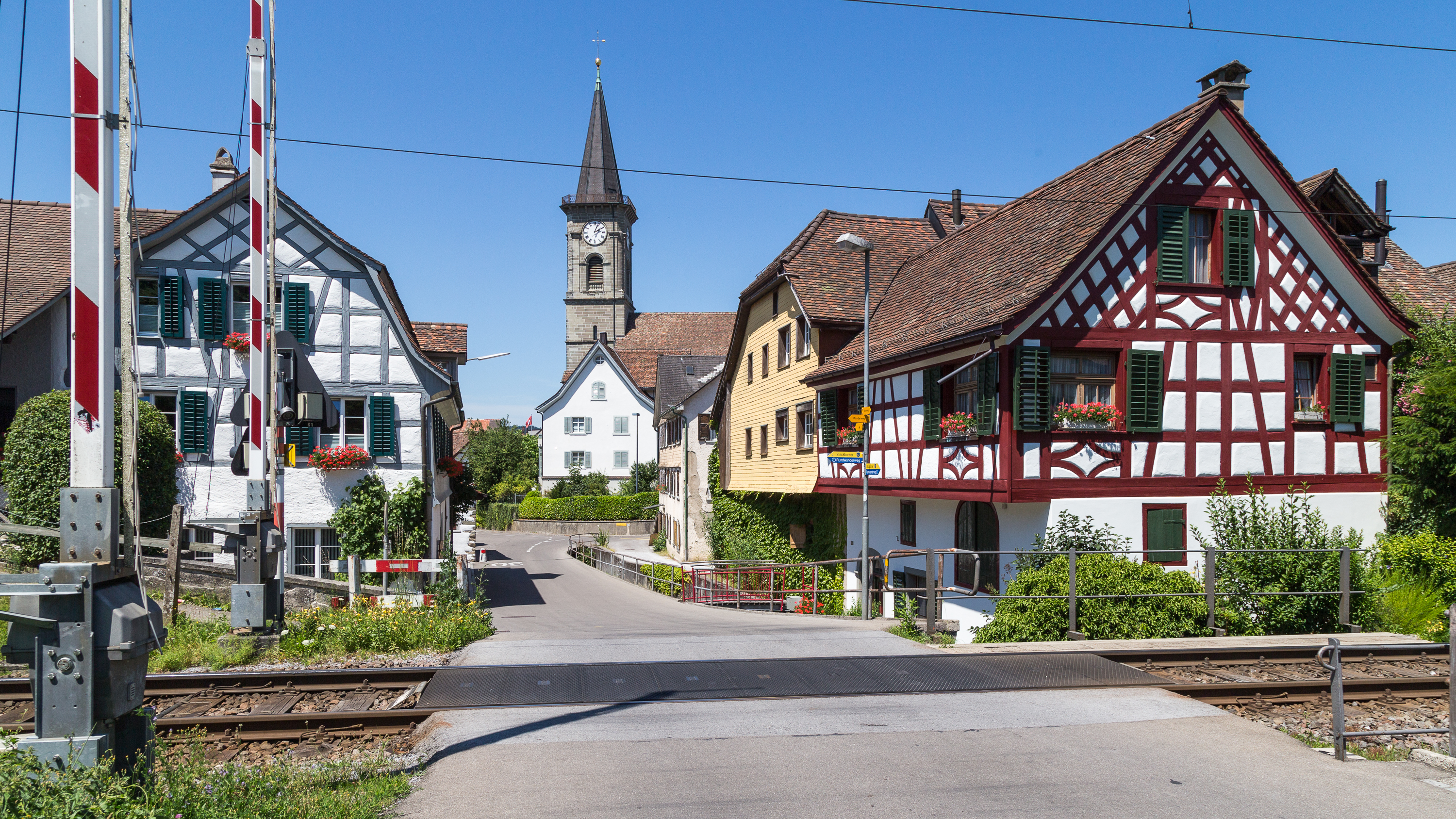
Dorfstrasse mit evangelischer Kirche
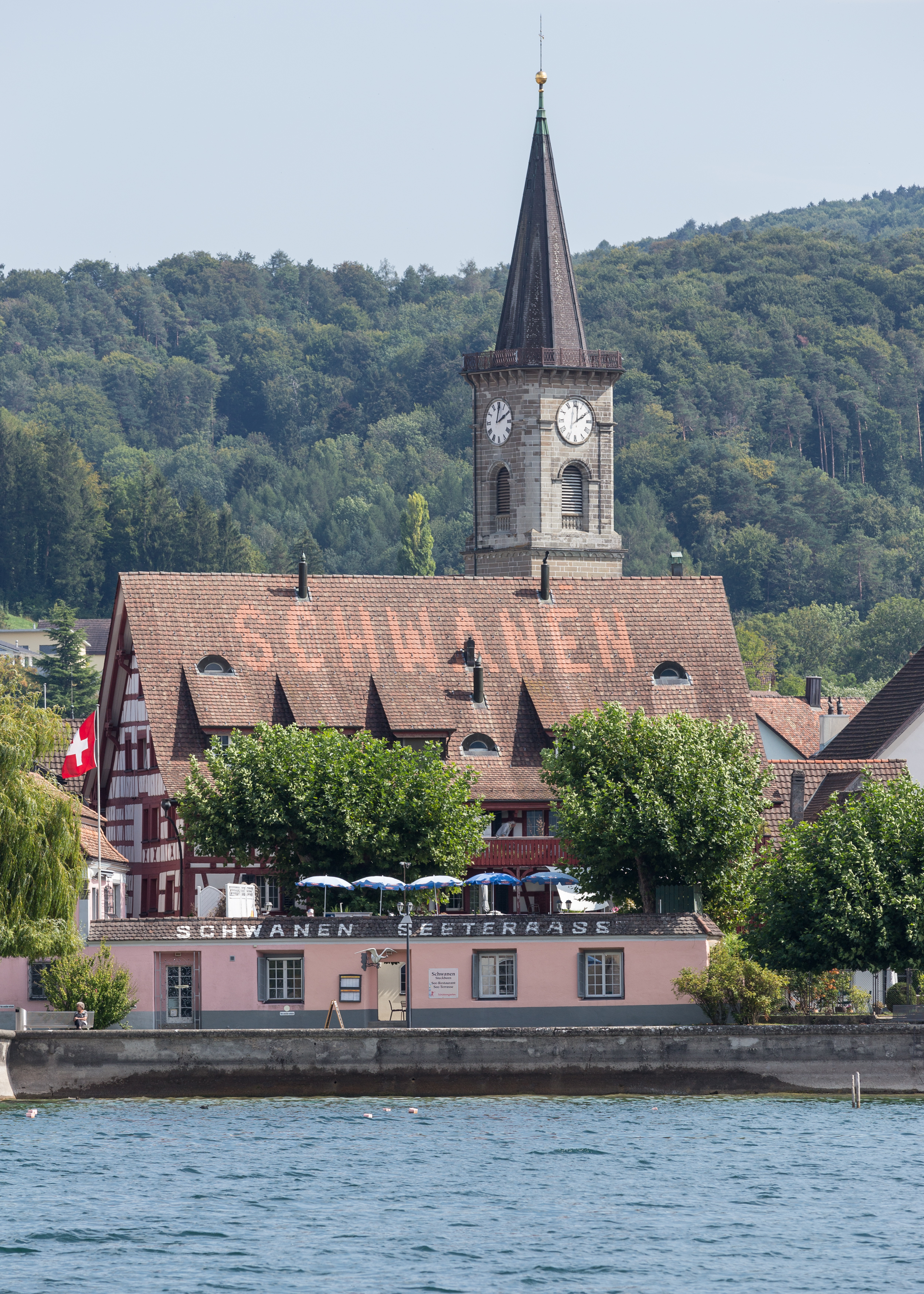
Seeseite des "Schwanen"
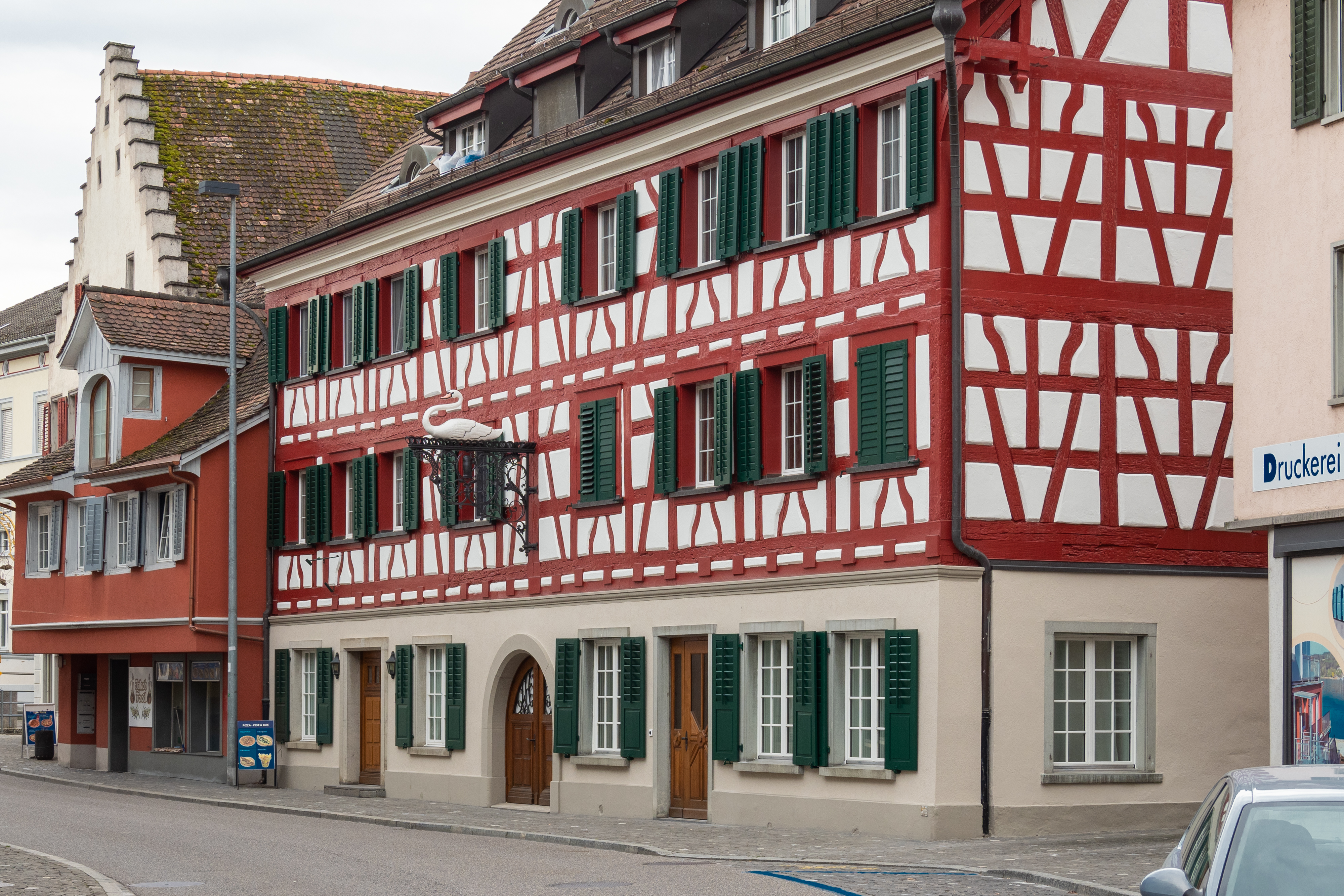
Ehem. Gasthaus «zum Schwanen»
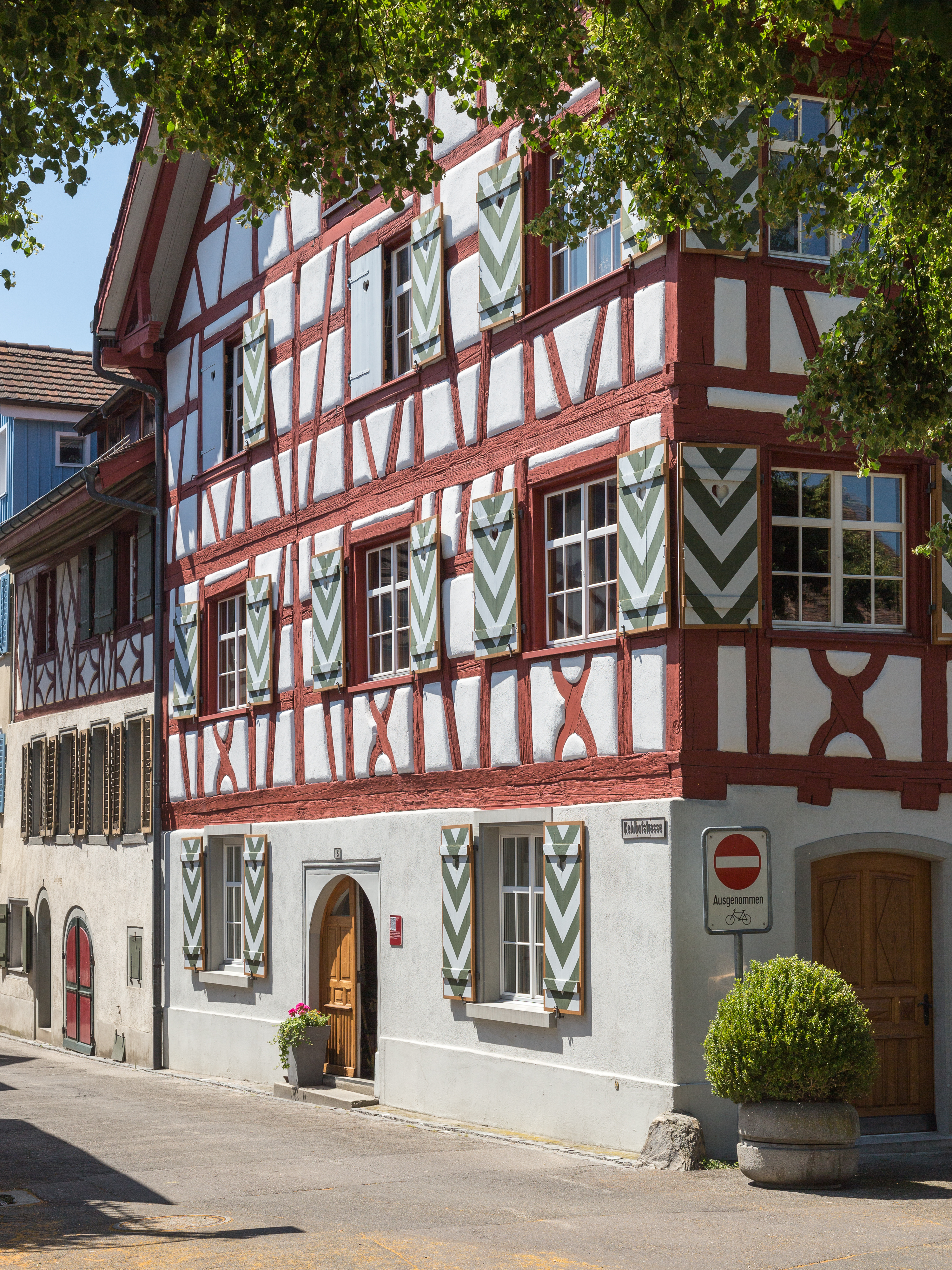
Gasthaus Kehlhof
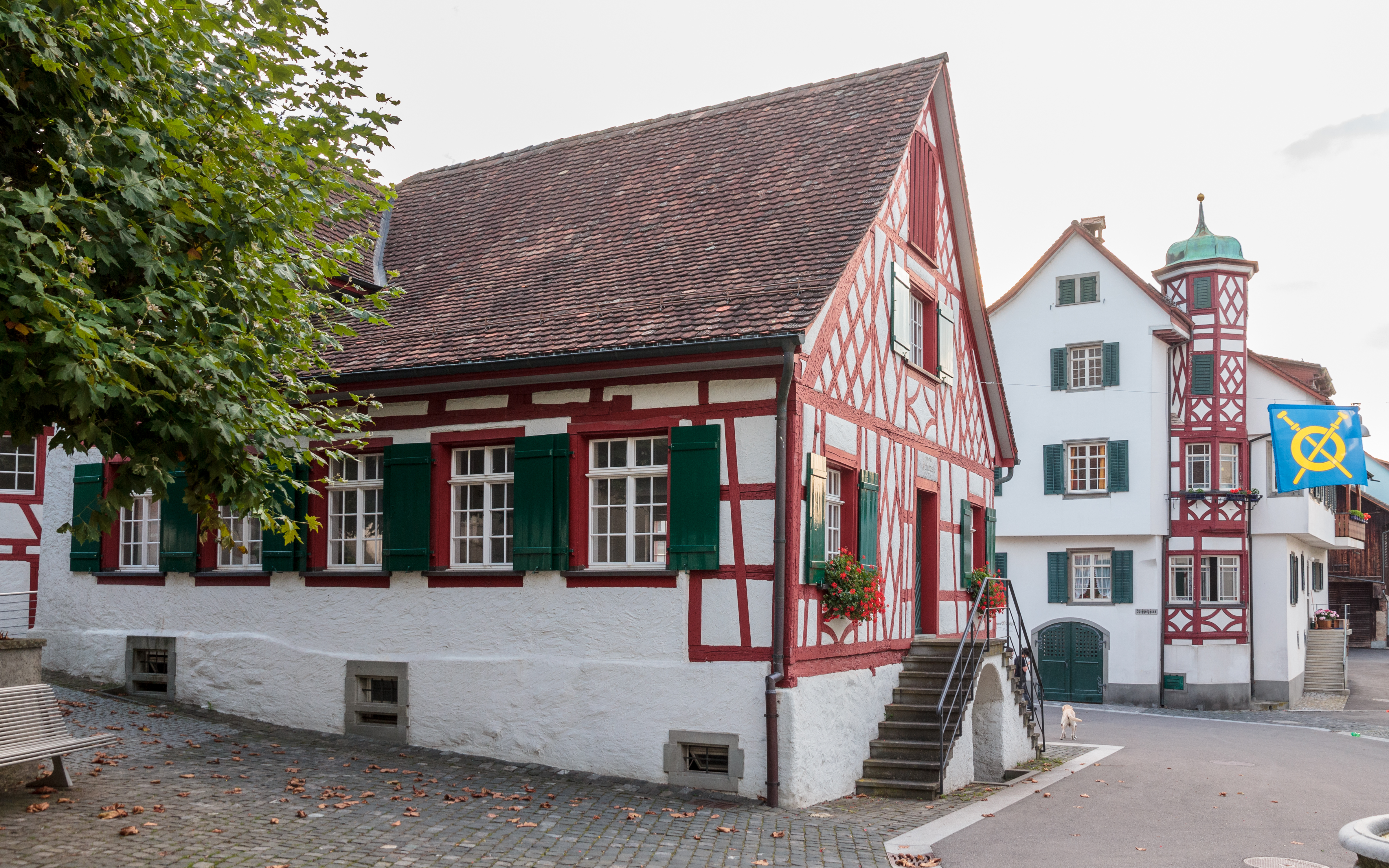
Altes Schulhaus und Haus zum Oberhof
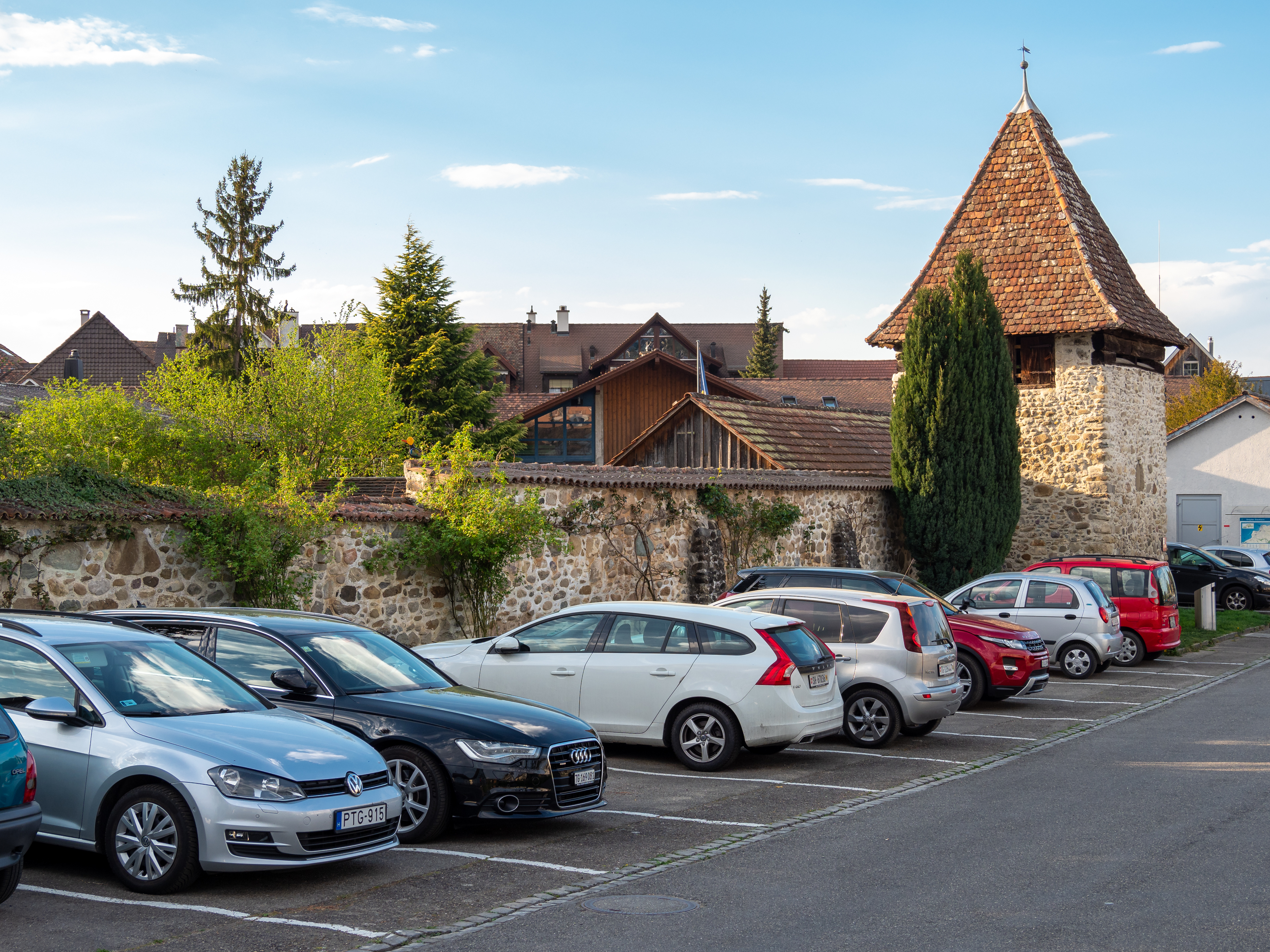
Stadtmauer und Pulverturm
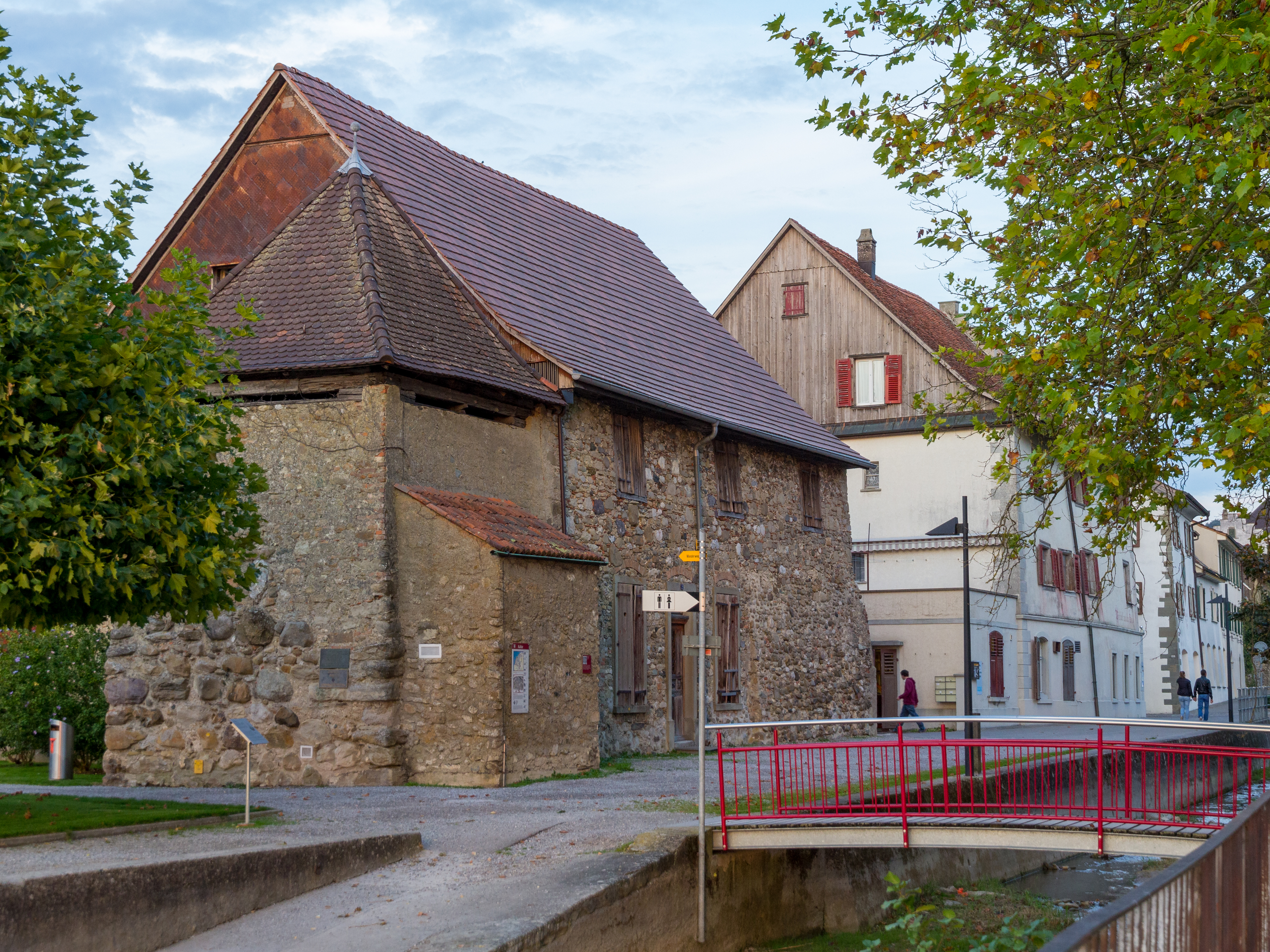
Eckturm und Ökonomiegebäude beim Alten Schloss

## Persönlichkeiten

### In Steckborn geboren
- Hans Ulrich Hanhart (1623–1672),  Winterthurer Stadtphysikus, Mitbegründer der Winterthurer Stadtbibliothek
- Christoph Labhart (1644–1695), Glyptiker (Kristallschneider)
- Daniel Düringer (1720–1786), Maler, Bürgermeister von Steckborn bis 1769
- Emanuel Labhardt (1810–1874), Landschaftsmaler
- Heinrich Düringer (1747–1833), Ofenbauer
- Johann Melchior Gräflein (1807–1849), Jurist, Politiker, Kantonsrat 1838–1849
- Philipp Gottlieb Labhardt (1811–1874), Jurist, Politiker, National- und Regierungsrat
- Gustav Albert Wegmann (1812–1858), Architekt
- Johannes Herzog (1822–1883), Pfarrer, Schulinspektor, Thurgauer Regierungsrat 1857–1862
- Gabriel Wüger (1829–1892), eigentl. Jakob Wüger, Maler, Benediktiner
- Ulrich Guhl (1838–1924), ref. Pfarrer, Politiker (FDP), Thurgauer Kantonsrat 1878–1917
- Alfred Kreis (1857–1943), Jurist, Staatsanwalt, freisinniger Regierungsrat 1893–1926
- Rudolf Hahn (1876–1962), deutscher Psychiater
- Jakob Labhart (1881–1949), Generalstabschef
- Ernst Wuhrmann (1883–1957), Architekt
- Fritz Gegauf (1893–1980), Gründer der ortsansässigen Fritz Gegauf AG (bekanntes Produkt Bernina Nähmaschine), Ehrenbürger von Steckborn
- Otto Frei (1924–1990), Journalist, Autor
- Andy Guhl (* 1952), Improvisationsmusiker, Klangkünstler, Architekt
- Marco Forrer (* 1996), Eishockeyspieler
- Sandro Forrer (* 1997), Eishockeyspieler

### Persönlichkeiten, die in Steckborn gewirkt haben
- Adolf Deucher (1831–1912), Arzt und Politiker (FDP), Bundesrat 1883–1912
- M. C. Escher (1898–1972), niederländischer Grafiker, lebte nach seinem Wegzug aus Italien bis 1935 hier.[16]
- Maria Dutli-Rutishauser (1903–1995), Schriftstellerin, lebte ab 1927 bis zu ihrem Tode in Steckborn
- Hans Baumgartner (1911–1996), Fotograf und Lehrer, Ehrenbürger von Steckborn